# سیارک ۱۵۰۱۷
سیارک ۱۵۰۱۷ (به انگلیسی: 15017 Cuppy، نامگذاری:1998SS25) پانزده هزار و هفدهمین سیارک کشف شده‌است که در ۲۲ سپتامبر ۱۹۹۸ کشف شد.
قدر مطلق سیارک برابر ۱۲.۹ است.